# Mezőkövesd vasútállomás
Mezőkövesd vasútállomás egy Borsod-Abaúj-Zemplén vármegyei vasútállomás, Mezőkövesd településen, melyet a MÁV üzemeltet. A város délnyugati részén helyezkedik el, közúton a Mátyás király útról a Széchenyi István utca felől az Állomás úton, illetve a Belváros felől a Mindszenty József utcán és a Bacsó Béla úton közelíthető meg. Az állomás mellett, a Bacsó Béla út és a Mindszenty József utca kereszteződésben üzemel 2023 óta a város autóbusz-állomása.

## Vasútvonalak
Az állomást az alábbi vasútvonalak érintik:
- Budapest–Sátoraljaújhely-vasútvonal

## Kapcsolódó állomások
A vasútállomáshoz az alábbi állomások vannak a legközelebb:
- Szihalom megállóhely (Budapest–Sátoraljaújhely-vasútvonal)
- Mezőkövesd felső megállóhely (Budapest–Sátoraljaújhely-vasútvonal)

## Megközelítése tömegközlekedéssel
1, 2B, 3
2023-ban adták át a város új autóbusz-állomását, ezáltal a vasútállomás helyközi és távolsági autóbuszjáratokkal is megközelíthető.

## Forgalom
| Járat                       | Útvonal | Gyakoriság           |
| --------------------------- | --- | -------------------- |
| személyvonat                | Budapest-Keleti – (Pécel → Isaszeg →) Gödöllő (← Máriabesnyő ← Bag) – Aszód – Tura – Hatvan – Vámosgyörk – Adács (← Karácsond ← Ludas) – Nagyút – Kál-Kápolna – Füzesabony – Szihalom – Mezőkövesd – Mezőkövesd felső – Mezőkeresztes-Mezőnyárád – Csincse – Emőd – Nyékládháza – Miskolc-Tiszai                                                                                   | Napi 1 pár           |
| személyvonat                | Füzesabony – Szihalom – Mezőkövesd – Mezőkövesd felső – Mezőkeresztes-Mezőnyárád – Csincse – Emőd – Nyékládháza – Miskolc-Tiszai | 1-2 óránként         |
| személyvonat                | Füzesabony – Szihalom – Mezőkövesd – Mezőkövesd felső – Mezőkeresztes-Mezőnyárád – Csincse – Emőd – Nyékládháza – Miskolc-Tiszai – Felsőzsolca – Hernádnémeti-Bőcs – Tiszalúc – Taktaharkány – Taktaszada – Szerencs – Mezőzombor – Bodrogkeresztúr – Szegi – Erdőbénye – Olaszliszka-Tolcsva – Bodrogolaszi – Sárospatak – Sátoraljaújhely                                        | 2 óránként           |
| személyvonat                | Hatvan → Vámosgyörk → Adács → Karácsond → Ludas → Nagyút → Kál-Kápolna → Füzesabony → Szihalom → Mezőkövesd → Mezőkövesd felső → Mezőkeresztes-Mezőnyárád → Csincse → Emőd → Nyékládháza → Miskolc-Tiszai | Napi 1 Miskolc felé  |
| személyvonat                | Miskolc-Tiszai → Nyékládháza → Emőd → Csincse → Mezőkeresztes-Mezőnyárád → Mezőkövesd felső → Mezőkövesd → Szihalom → Füzesabony → Kál-Kápolna → Vámosgyörk → Hatvan | Napi 1 Hatvan felé   |
| InterRégió                  | Miskolc-Tiszai → Nyékládháza → Mezőkövesd → Füzesabony → Hatvan → Isaszeg → Pécel → Rákoscsaba → Rákosliget → Akadémiaújtelep → Budapest-Keleti | Napi 1 Budapest felé |
| Ezüstpart expresszvonat     | Miskolc-Tiszai – Nyékládháza – Mezőkövesd – Füzesabony – Kál-Kápolna – Vámosgyörk – Hatvan – Aszód – Gödöllő – Budapest-Kelenföld – Székesfehérvár – Balatonaliga – Balatonvilágos – Szabadisóstó – Siófok – Balatonszéplak felső – Zamárdi – Szántód – Balatonföldvár – Balatonszárszó – Balatonszemes – Balatonlelle felső – Balatonlelle – Balatonboglár – Fonyódliget – Fonyód | Nyáron napi 1 pár    |
| Hernád-Zemplén InterCity    | Budapest-Keleti – Hatvan – Mezőkövesd – Miskolc-Tiszai – Hernád InterCity: Szikszó-Vásártér – Halmaj – Ináncs – Forró-Encs – Novajidrány – Hidasnémeti / Zemplén InterCity: Szerencs – Bodrogkeresztúr – Erdőbénye – Olaszliszka-Tolcsva – Bodrogolaszi – Sárospatak – Sátoraljaújhely                                                                                             | 2 óránként           |
| Hernád nemzetközi InterCity | Budapest-Keleti – Mezőkövesd – Miskolc-Tiszai – Szikszó-Vásártér – Halmaj – Ináncs – Forró-Encs – Novajidrány – Hidasnémeti – Košice (Kassa) | 2 óránként           |
| Borsod InterCity            | Budapest-Keleti – Hatvan – Füzesabony – Mezőkövesd – Nyékládháza – Miskolc-Tiszai | Napi 1 pár           |
| Hámor InterCity             | Budapest-Keleti → Füzesabony → Mezőkövesd → Miskolc-Tiszai | Napi 1 Miskolc felé  |